# Szymon Gutowski
Szymon Gutowski herbu Ślepowron (ros. Симон Матвеевич Гутовский, ur. 1627, zm. 1685 w Moskwie) – polski muzyk, kompozytor, miedziorytnik, organmistrz, czynny w Rosji.
Zamieszkał w Smoleńsku, został powołany 1654 do Moskwy przez cara Aleksego I Romanowa i mianowany nadwornym kapelmistrzem. Zbudował wiele instrumentów klawiszowych, w tym organy, ofiarowane 1662 przez cara szachowi Persji. Zbudował prasy do tłoczenia miedziorytów i nut. Pracował na Kremlu w Arsenale (Orużejnej Pałacie), zbudował organy dla Granowitej Pałaty.